# 岩土工程勘察
岩土工程勘察是根据建设工程的要求，查明、分析、评价建设场地的地质、环境特征和岩土工程条件，编制勘察文件的活动。
岩土工程勘察由岩土工程師或工程地質學家進行，以獲得有關擬議結構的土方工程和地基物理特性的信息，並修復因地下條件造成的土方工程和結構的損壞；這種類型的調查稱為現場調查。土壤工程勘察也用於測量地下輸電線路、石油和天然氣管道、放射性廢棄物處理和太陽能熱儲存設施所需的土壤或回填材料的熱阻。岩土工程調查將包括場地的地表勘探和地下勘探。有時，地球物理方法用於獲取有關地點的數據。地下勘探通常涉及土壤取樣和對取回的土壤樣本進行實驗室測試。

## 勘察分级
根据工程的规模和特征，以及由于岩土工程问题造成工程破坏或影响正常使用的后果，可分为三个工程重要性等级：
```
*  一级工程:重要工程，后果很严重;
*  二级工程:一般工程，后果严重;
*  三级工程:次要工程，后果不严重。
```